# Rafał Markowski
Rafał Maciej Markowski (Józefów, Polônia, 16 de abril de 1958) é um bispo auxiliar em Varsóvia.
Rafał Markowski recebeu o Sacramento da Ordem em 6 de junho de 1982.
Em 4 de novembro de 2013, o Papa Francisco o nomeou bispo titular de Obba e o nomeou bispo auxiliar em Varsóvia. O arcebispo de Varsóvia, cardeal Kazimierz Nycz, o sagrou e o bispo auxiliar Józef Górzyński, que foi nomeado ao mesmo tempo, em 7 de dezembro do mesmo ano; Os co-consagradores foram o Bispo Emérito de Varsóvia-Praga, Kazimierz Romaniuk, e o Núncio Apostólico na Polônia, Dom Celestino Migliore.